# Canas de Senhorim
Canas de Senhorim ist eine Gemeinde (Freguesia) im portugiesischen Kreis Nelas. In ihr leben 3334 Einwohner (Stand 19. April 2021).